# Muhammet Özdin
Muhammet Özdin (* 10. September 1978 in Vakfıkebir, Trabzon) ist ein türkischer ehemaliger Fußballspieler.

## Karriere
Muhammet Özdin begann mit dem Vereinsfußball in der Jugend des türkischen Traditionsklubs Trabzonspor. Im Sommer 1996 wurde er im Kader des Reserveteams aufgenommen und spielte hier durchgängig eine Saison lang. Zur Saison 1997/98 erhielt er einen Profivertrag, blieb aber weitere Spielzeiten lang in der Reservemannschaft. In diesen zwei Jahren war er Teil des Profi-Kaders, kam aber nicht zum Einsatz.
Zur Saison 1999/00 wechselte er zum Zweitligisten Sakaryaspor. Hier wurde er bereits nach zwei Monaten per Ausleihe an Çorluspor weitergegeben.
Im Sommer 2000 verließ er Sakaryaspor und wechselte zu Altay İzmir. Hier blieb er eine halbe Saison und wurde nur einmal eingesetzt. Anschließend wechselte zur Winterpause zum Erstligisten Akçaabat Sebatspor.
Anschließend spielte er der Reihe nach für eine Spielzeit bei Siirtspor und Erzurumspor.
Zur Winterpause wechselte er in die Süper Lig zu Akçaabat Sebatspor, für die er zuvor schon mal gespielt hatte. Bis zum Abstieg seiner Mannschaft am Ende der Saison 2004/05 blieb er hier und kam besonders in seiner zweiten Spielzeit regelmäßig zum Einsatz. Zur nächsten Saison wechselte er zum Zweitligisten Kocaelispor. Hier gelang in der Saison 2007/08 die Meisterschaft der TFF 1. Lig und damit der Aufstieg in die Süper Lig. Nachdem sein Verein zum Saisonende den Klassenerhalt in der Süper Lig nicht geschafft hatte, verließ Özdin den Klub.
Zur anstehenden Saison 2009/10 löste er seinen Vertrag mit Kocaelispor auf und wechselte zum Zweitligisten Karabükspor. Mit Karabükspor gelang die Meisterschaft der TFF 1. Lig und damit der Aufstieg in die Süper Lig. Obwohl er seither kein Stammspieler ist, wird er regelmäßig eingesetzt.
Nach dreieinhalbjähriger Tätigkeit für Karabükspor verließ er diesen zur Winterpause 2012/13 und wechselte zum Zweitligisten Boluspor.
Zum Sommer 2013 wechselte er innerhalb der Liga zum Süper-Lig-Absteiger Orduspor. Noch in der Sommertransferperiode 2013 wurde sein Vertrag wieder aufgelöst. Özdin heuerte anschließend beim Zweitligisten Karşıyaka SK an. Nach einem Engagement bei Arsinspor beendete er seine Karriere.
Zur Saison 2014/15 wechselte er zu Arsinspor.